# فرانسیسکو پائولا رودریگوس آلوز
فرانسیسکو پائولا رودریگوس آلوز (به پرتغالی: Francisco de Paula Rodrigues Alves) (زاده ۷ ژوئیه ۱۸۴۸ – درگذشته ۱۶ ژانویه ۱۹۱۹) سیاستمدار اهل برزیل بود که ابتدا در سال ۱۸۸۷ به فرمانداری ایالت سائوپائولو رسید و سپس در سال ۱۸۹۰ به‌عنوان وزیر خزانه‌داری برگزیده شد. رودریگوس آلوز در انتخاب ریاست‌جمهوری برزیل در سال ۱۹۰۲ برنده شد و تا سال ۱۹۰۶ به‌عنوان رئیس‌جمهور برزیل به کار خود ادامه داد.
وی به دلیل وقوع پاندمی ۲۰–۱۹۱۸ آنفلوانزای اسپانیایی درگذشت.